# Código de área 660
El código de área 660 es el prefijo telefónico para el norte y oeste de Misuri en el sistema de prefijos telefónicos estadounidense. Fue creado en 1997 como división del código de área 816.

## Principales ciudades
- Kirksville
- Marshall
- Maryville
- Moberly
- Sedalia
- Warrensburg

## Otras localidades
- Boonville
- Callao
- Clinton
- Lexington
- Macon
- Rock Port
- Salisbury
- Slater
- Warsaw
- Windsor